# Gare de Oued Mougras
La gare de Oued Mougras est une gare ferroviaire algérienne située sur le territoire de la commune d'Aïn Zana, dans la wilaya de Souk Ahras.

## Situation ferroviaire
La gare est située dans le sud de la commune d'Aïn Zana, sur la ligne de Souk Ahras à la frontière tunisienne. Elle est précédée de la gare de Khedara et suivie de celle d'Ouled Dhia.

## Service des voyageurs

### Desserte
La gare de Oued Mougras est desservie par les trains régionaux de la liaison Souk Ahras - Sidi El Hemissi.